# ETH Zürich
ETH Zürich, abreviere pentru Eidgenössische Technische Hochschule Zürich (Universitatea Tehnică Federală din Zürich), este o universitate tehnică-științifică din Zürich. Ea a fost fondată în 1855 de Consiliul Federal Elvețian, cu scopul declarat de a educa ingineri și oameni de știință, de a servi drept centru de excelență în știință și tehnologie, și de a fi un pivot de interacție între comunitatea științifică și industrie. ETH Zürich este una dintre cele mai bine cotate zece universități din lume și cea mai bine cotată din Europa continentală. Peste 20 de laureați ai Premiului Nobel au fost profesori sau studenți la ETH, cel mai cunoscut fiind Albert Einstein.

## Personalități

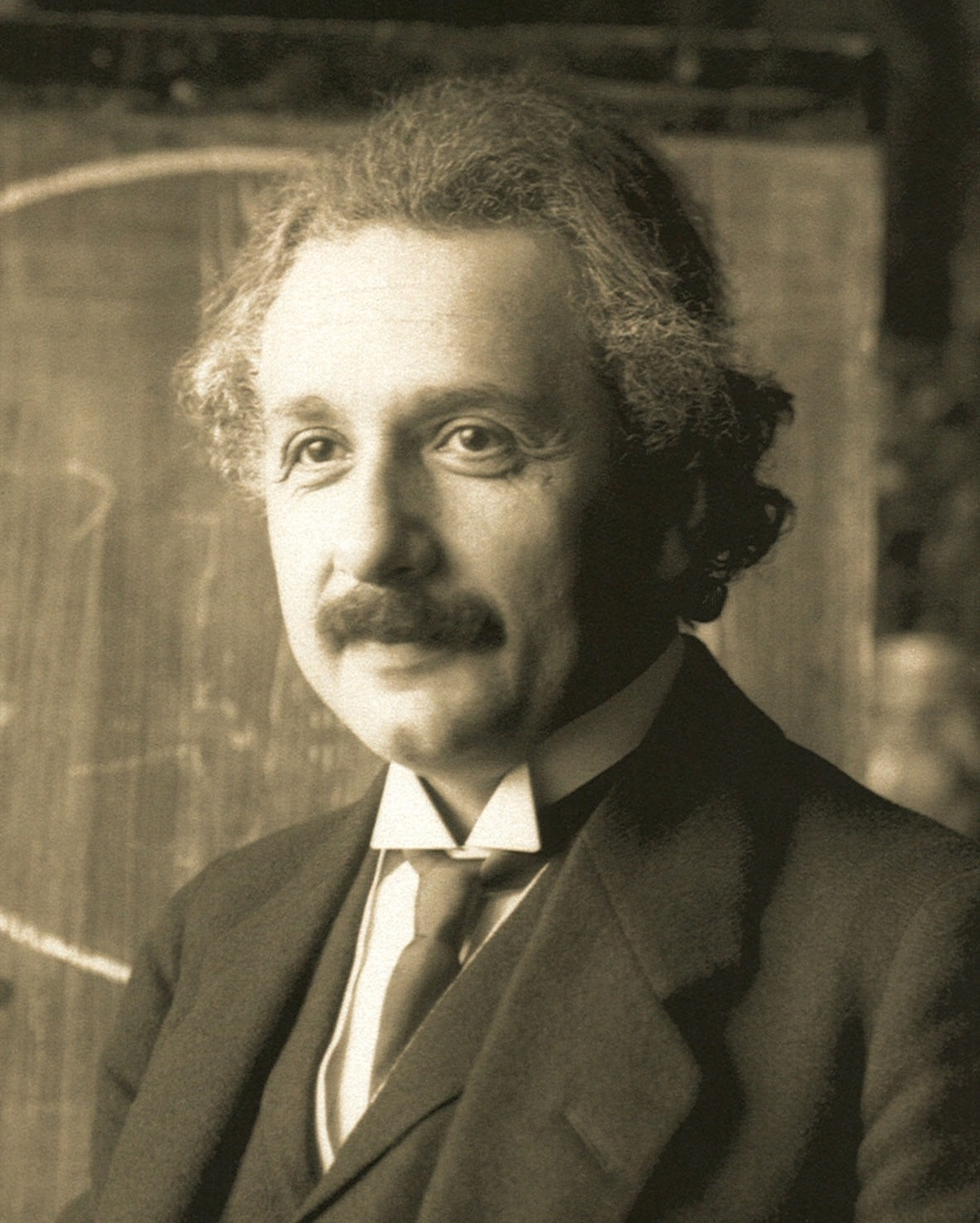
Albert Einstein, 1921, Fotografie de Ferdinand Schmutzer

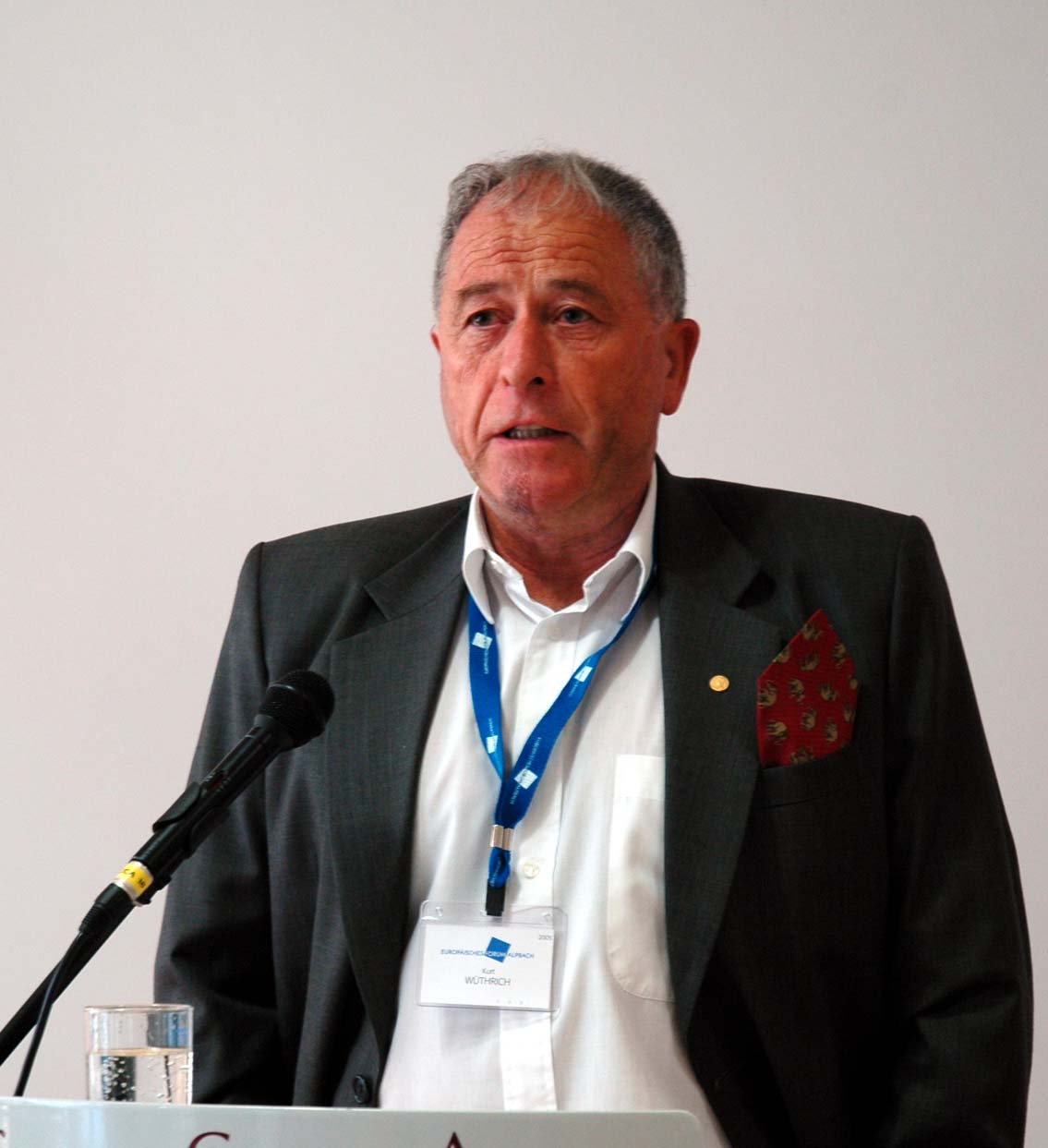
Kurt Wüthrich septembrie 2005

Mulți ingineri și oameni de știință celebri au învățat sau studiat la ETH Zurich. Astfel, în conformitate cu cifrele oficiale ale ETH, 21 de laureați ai premiului Nobel au o legătură cu universitatea:
- Werner Arber, Premiul Nobel pentru Medicină 1978, a studiat 1949–1953 la ETH
- Georg Bednorz, Premiul Nobel pentru Fizică 1987, promovat la ETH
- Felix Bloch, Premiul Nobel pentru Fizică 1952, a studiat 1924–1927 la ETH
- Peter Debye, Premiul Nobel pentru Chimie 1936, a fost 1920–1927 profesor de fizică
- Albert Einstein, Premiul Nobel pentru Fizică 1921, a studiat 1896–1900 la ETH, a fost 1912–1914 profesor de fizică
- Richard R. Ernst, Premiul Nobel pentru Chimie 1991, a fost 1976–1998 profesor de chimie
- Ernst Gäumann a fost un profesor universitar, dr. hc. mult., botanist, micolog și fitopatolog
- Charles Édouard Guillaume, Premiul Nobel pentru Fizică 1920, a studiat la ETH
- Fritz Haber, Premiul Nobel pentru Chimie 1918, a fost asistentul profesorului Georg Lunge
- Richard Kuhn, Premiul Nobel pentru Chimie 1938, a fost 1926–1929 profesor de chimie generală și analitică
- Karl Alexander Müller, Premiul Nobel pentru Fizică 1987, a studiat și a absolvit 1946–1958 la ETH
- Wolfgang Pauli, Premiul Nobel pentru Fizică 1945, a fost 1928–1958 profesor de fizică teoretică
- Vladimir Prelog, Premiul Nobel pentru Chimie 1975, a fost 1950–1976 profesor de chimie organică
- Tadeus Reichstein, Premiul Nobel pentru Medicină 1950, a fost 1937-1938 profesor de chimie organică și fiziologică
- Heinrich Rohrer, Premiul Nobel pentru Fizică 1986, a studiat 1951-1955 la ETH
- Wilhelm Conrad Röntgen, Premiul Nobel pentru Fizică 1901, a studiat 1865-1868 la ETH
- Leopold Ružička, Premiul Nobel pentru Chimie 1939, a fost 1929-1957 profesor de chimie
- Hermann Staudinger, Premiul Nobel pentru Chimie 1953, a fost de 1912-1926 profesor de chimie
- Otto Stern, Premiul Nobel pentru Fizică 1943, a fost 1913-1915 profesor asociat de chimie fizică
- Alfred Werner, Premiul Nobel pentru Chimie 1913, a fost 1892-1893 profesor asociat de chimie
- Richard Willstätter, Premiul Nobel pentru Chimie 1915, a fost de 1905-1912 profesor de chimie
- Kurt Wüthrich, Premiul Nobel pentru Chimie 2002, a fost 1981-2003 profesor de biofizică

În plus, Niklaus Wirth, dezvoltator a mai multor limbaje de programare, a primit în 1984, Turing Award, cel mai mare premiu în informatică, iar Jacques Herzog și Pierre de Meuron, absolvenți ETH, au primit în 2001 Premiul Pritzker, cel mai prestigios premiu de arhitectura. Matematicianul Wendelin Werner a fost distins cu Medalia Fields, considerată cel mai mare premiu în matematică.